# Bahco
Bahco är ett svenskt varumärke för handverktyg, ägt av SNA Europe (Snap-on). Varumärket har sitt ursprung i företaget Bahco (B A Hjorth & Co) (1886–1991) som låg bakom innovationer som rörtången och den moderna skiftnyckeln. Idag omfattar sortimentet över 24 000 produkter som mestadels tillverkas i Europa, varav 2 fabriker i Sverige (Lidköping, Edsbyn).

## Historia

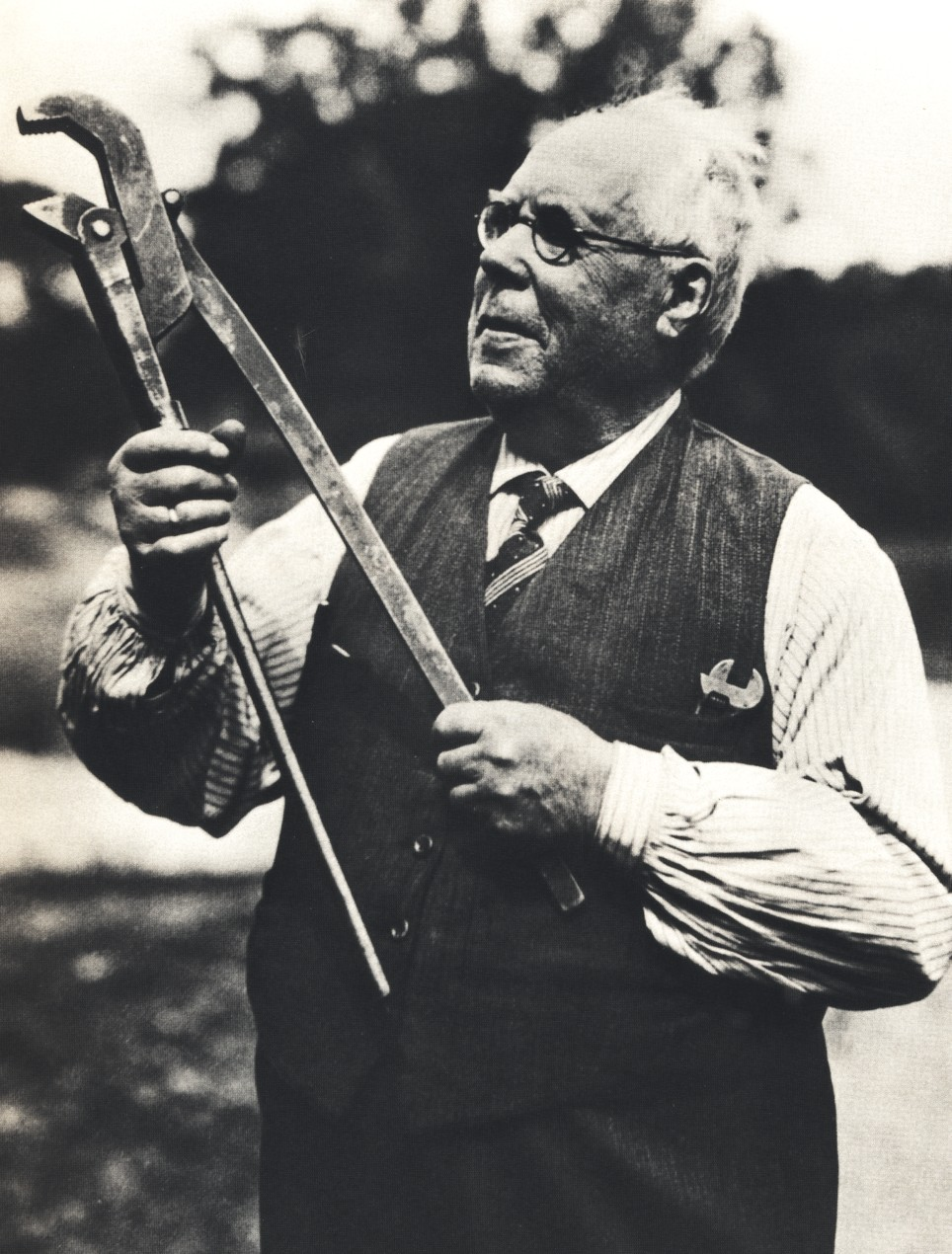
Johan Petter Johansson.

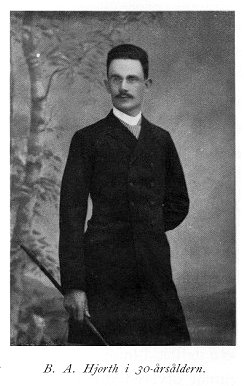
Berndt August Hjorth.

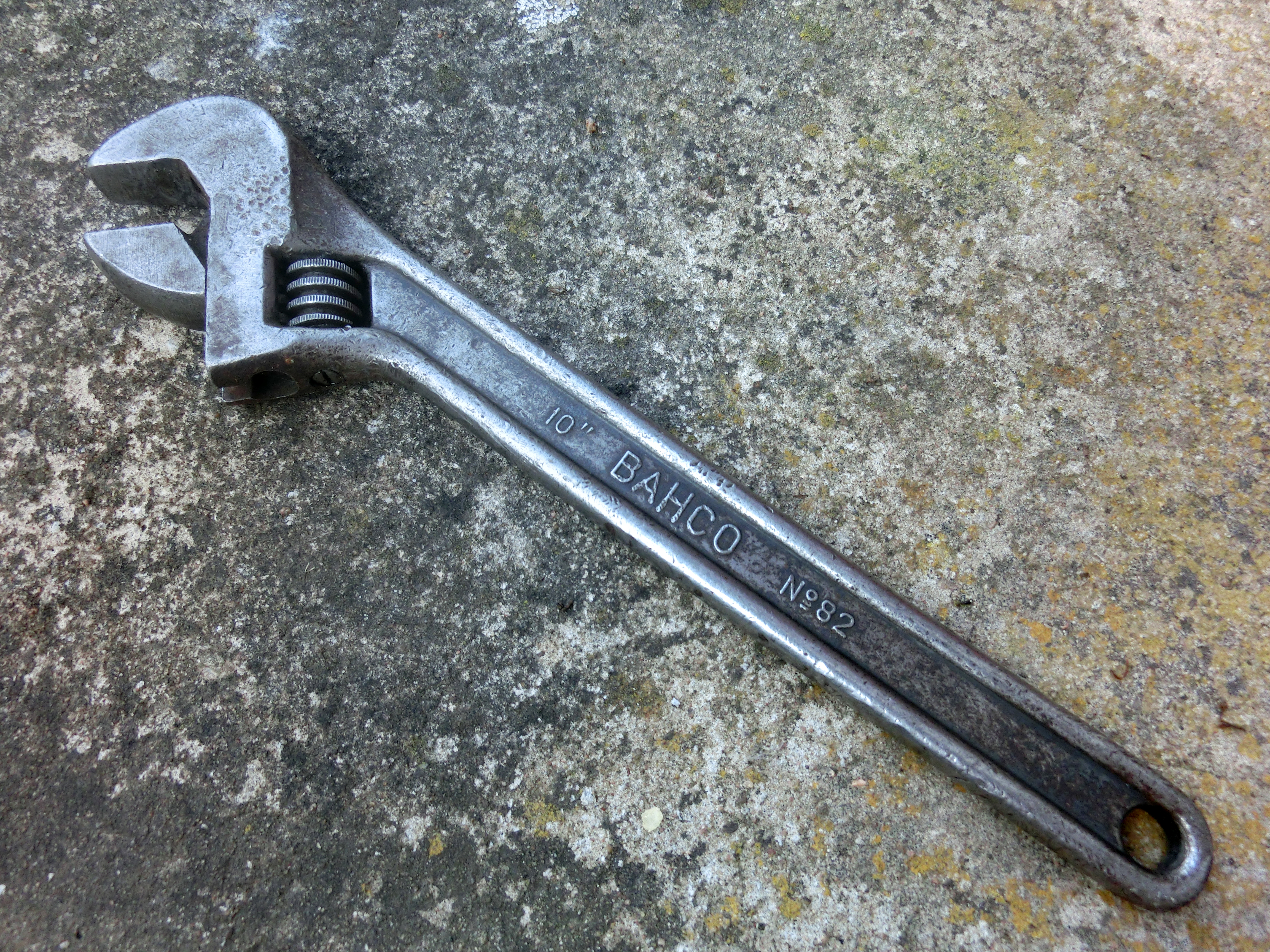
10 tums skiftnyckel tillverkad av Bahco.

### De första åren (1880–1950)
Historien om Bahco började 1886, när den svenska uppfinnaren och industrimannen Johan Petter Johansson, även känd som JP, startade sin verksamhet Enköpings Mekaniska Verkstad i Enköping. Han sägs ha uppfunnit bland annat den moderna skiftnyckeln (patent 1891 och 1892).
År 1890 förvärvades bolagets försäljnings- och marknadsföringsrättigheter för sina produkter av affärsmannen Berndt August Hjorth, grundare av BA Hjort & Co.
År 1916 sålde Johan Petter Johansson alla sina aktier i Enköpings Mekaniska Verkstad till Berndt August Hjort och företaget omvandlades till en filial under det nya namnet AB BA Hjort & Co. Men det var inte förrän 1954 som företaget bytte namn till AB Bahco (en förkortning av det ursprungliga namnet BA Hjort & Co).
Under de följande åren genomgick Bahco många förändringar och förvärv, etablerade sin närvaro utomlands och introducerades på den svenska aktiemarknaden.

### En tid med förändringar (1960–1980)
Under 1960 och 1970-talen bestod AB Bahco av fyra stora företag: Bahco Ventilation, Mecman, Bahco Verktyg och Bahco Sudamericana. Bahco Ventilation ansvarade för produkter och anläggningar för luftrening, energi och återvinning, Mecman hade alla pneumatik, hydraulik och styrsystem och Bahco Verktyg kontrollerade produktionen av handverktyg, luftverktyg och hydrauliska verktyg.  Bahco Sudamericana var det största av Bahcos utländska dotterbolag som tillverkar handverktyg i en fabrik belägen i Santa Fe, Argentina.
1991 förvärvades Bahco Verktyg av industriföretaget Sandvik AB och ändrade namn till Sandvik Bahco. Den ursprungliga fabriken, Bahco Verktyg, i Enköping blev sedan ett separat produktcenter inom Sandviks affärsområde Saws & Tools. Under denna tid gjordes stora investeringar för att öka produktiviteten och minska ledtiderna i produktionen. Dessutom infördes ett nytt distributionssystem för att förbättra resultat och lagertillgängligheten.

### Tills idag (1990-talet–2010-talet)
I mitten av 1990-talet etablerade sig Snap-on Incorporated, en global tillverkare och distributör av verktyg, på den europeiska marknaden genom att förvärva det spanska verktygsbolaget Herramientas Eurotools S.A.. År 1999 köpte Snap-on affärsområdet Saws & Tools från Sandvik. Den uppköpta verksamheten fick namnet Bahco Group AB, ett bolag med 2500 anställda.
Under 2005 fusionerades Bahco AB och Herramientas Eurotools S.A. och bildade SNA Europe med Bahco som varumärke för premiumsegmentet. Huvudkontoret etablerades i Paris, Frankrike. Fabriken i Enköping lades ned och produktionen flyttades till Spanien och Kina. Idag tillverkar Bahco inga verktyg i Sverige frånsett sågar.

## Försäljning och tillverkning
Bahco-produkter säljs internationellt till professionella användare via ett nätverk av återförsäljare, industriella distributörer och grossister.
Bahco-produkter tillverkas idag i 12 anläggningar över hela världen, bland annat i Sverige, Spanien, Portugal, Storbritannien, Belarus, Frankrike, Taiwan och Argentina.

### Argentina
- Rörtänger

### Kina
- Snabbtvingar
- Tänger
- Bits
- Borrar
- Måttstock
- Spetstång
- Polygrip
- Sidavbitare
- Kabeltång

### Portugal
- Filar (1970-)
- Raspar
- Bågsågar

### Sverige
- Handsågar
- Bågfilar
- Sågblad
- Sicklingsverktyg
- Skiftnycklar (1892-2007)[6]
- Filar (1850-1992)[7]

### Spanien
- Skiftnycklar (2007-)
- Avbitare
- Spikutdragare
- Sidavbitare
- Kraftavbitare
- Polygrip
- Skruvmejslar
- Rörtänger

### Taiwan
- Spärrskaft
- Hylsnycklar
- Ringnycklar
- Spärrskruvmejslar
- Hammare

### Tyskland
- Figursågar
- Bågfilar

### Belarus
- Hålsågar

## Innovationer och patent
- 1888: JP uppfann och tog patent på rörtången
- 1891: JP:s första patent registrerade på skiftnyckeln
- 1969: Lanserade Bi-metall bågfilsbladen Sandflex ®
- 1982: Introducerade världens första ergonomiska skruvmejsel
- 1996: Utvecklade och tog patent på Superior handsågar

## Bahco - varumärket

### Logotypen "fisk & krok"
År 1862 grundade Göran Fredrik Göransson Högbo Stål & Jernwerks AB där han producerade högkvalitativt stål med hjälp av Bessemerprocessen. Med den nya tekniken upptäcktes ett antal nya funktioner för ståltråd, till exempel att den var perfekt för att producera fiskekrokar.  En fiskekrok måste vara hård och stark men absolut inte spröd. Från och med 1886 började Göransson tillverka sågblad av samma kvalitetsstål. För att kommunicera bladets speciella egenskaper och kvalitet var de märkta med en logotyp bestående av en fisk och en krok. Idag är nästan alla Bahcos verktyg märkta med samma logotyp.